# Luigi Veronelli
Luigi Veronelli (Milano, 2 febbraio 1926 – Bergamo, 29 novembre 2004) è stato un gastronomo, giornalista, editore, conduttore televisivo, filosofo e anarchico italiano.
Viene ricordato come una delle figure centrali nella valorizzazione e nella diffusione del patrimonio enogastronomico italiano. Antesignano di espressioni e punti di vista che poi sono entrati nell'uso comune e protagonista di caparbie battaglie per la preservazione delle diversità nel campo della produzione agricola e alimentare, attraverso la creazione delle De.Co. (Denominazioni Comunali), le battaglie a fianco delle amministrazioni locali, l'appoggio ai produttori al dettaglio.

## Biografia

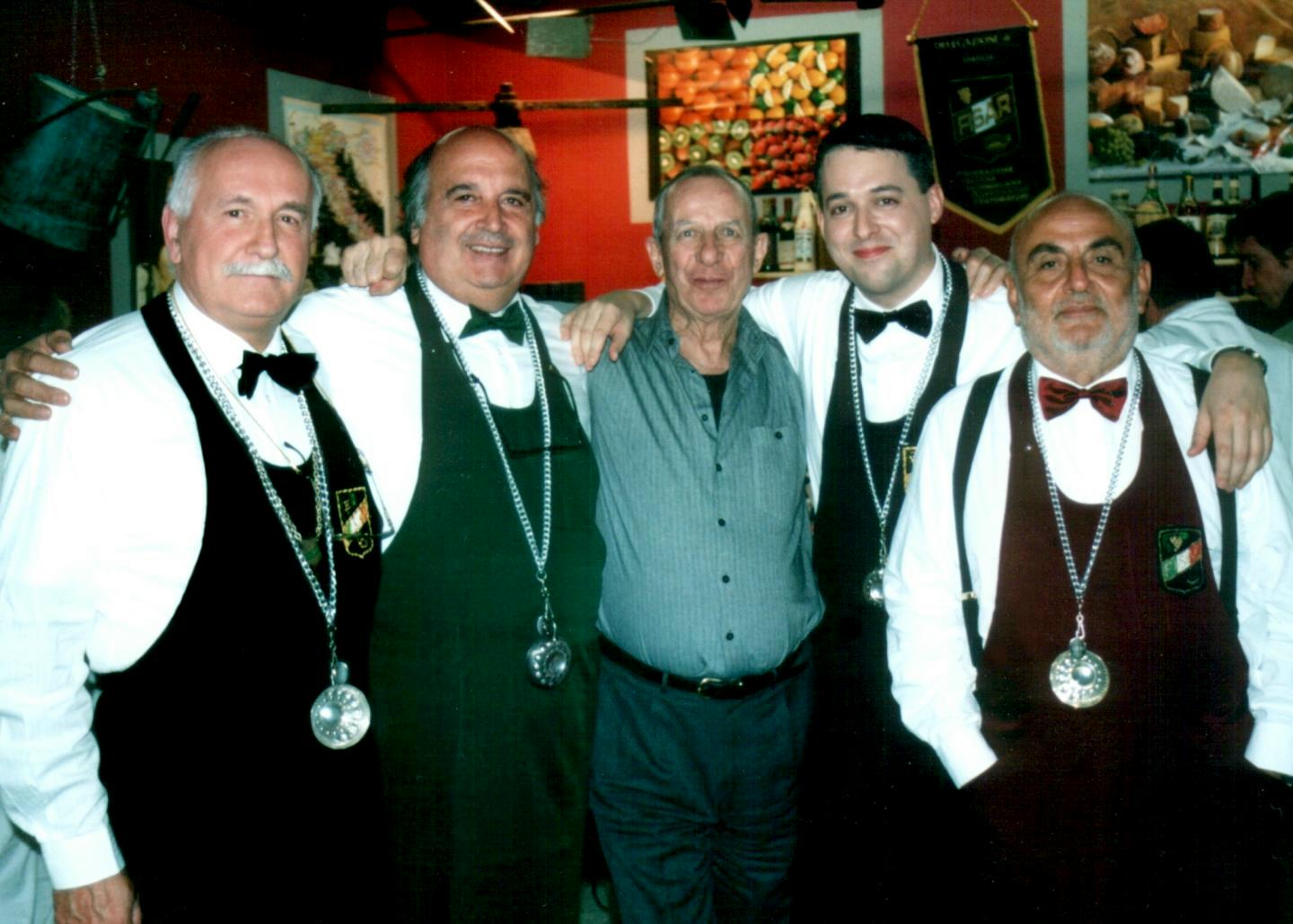
Luigi Veronelli (al centro) assieme ad alcuni sommelier F.I.S.A.R. nel 2003

Era originario del quartiere Isola di Milano. In gioventù, dopo il R. Liceo Ginnasio Giuseppe Parini, compie studi di Filosofia all'Università degli Studi di Milano, diventando assistente del suo maestro Giovanni Emanuele Bariè alla cattedra di Filosofia teoretica, e si dà all'attività politica. Si professerà per tutta la vita di fede anarchica, rifacendosi anche alle ultime lezioni tenute da Benedetto Croce a Milano. Nel 1956 inizia l'esperienza di editore, pubblicando tre riviste:
- I problemi del socialismo
- Il pensiero
- Il gastronomo.

Sempre come editore, nel 1957 pubblica La questione sociale di Proudhon e Historiettes, contes et fabliaux di De Sade; per quest'ultima viene condannato, insieme ad Alberto Manfredi (autore dei disegni, poi assolto), a tre mesi di reclusione per il reato di pornografia (l'opera di De Sade sarà poi messa al rogo nel 1958, nel cortile della procura di Varese). Negli anni ottanta subisce anche una condanna di sei mesi di detenzione per aver istigato i contadini piemontesi alla rivolta, con l'occupazione della stazione di Asti e dell'autostrada, per protestare contro l'indifferenza della politica per i problemi dei contadini e dei piccoli produttori. Nel 1962 diventa (e lo rimarrà per ventun'anni) collaboratore de Il Giorno.
L'attività giornalistica lo impegnerà per tutta la vita, e i suoi articoli, di stile aulico e provocatorio, ricchi di neologismi e arcaismi, faranno scuola nel giornalismo enogastronomico e no. Tra le testate cui ha collaborato vanno ricordate, oltre a Il Giorno: Corriere della Sera, Class, Il Sommelier, Veronelli EV, Carta, Panorama, Epoca, Amica, Capital, Week End, L'Espresso, Sorrisi e Canzoni TV, A Rivista Anarchica, Travel e Wine Spectator, Decanter, Gran Riserva ed Enciclopedia del Vino, The European. L'apparizione televisiva ne aumenta notevolmente la fama; in particolare A tavola alle 7, in cui conduce il programma prima a fianco di Delia Scala e di Umberto Orsini, poi di Ave Ninchi, e il Viaggio Sentimentale nell'Italia dei Vini (1979), dove realizza l'aggiornamento, provocatorio e di denuncia, della viticoltura italiana, con inchieste, interviste, proposte che hanno scosso quel mondo.

## L'opera
La sua attività di ricerca e di approfondimento nel campo enogastronomico lo porta alla pubblicazione di alcune opere fondamentali, anche di carattere divulgativo. Da segnalare: I Vignaioli Storici, Cataloghi dei Vini d'Italia, dei Vini del Mondo, degli Spumanti e degli Champagne, delle Acquaviti e degli Oli extra-vergine, Alla ricerca dei cibi perduti, Il vino giusto, e la collana Guide Veronelli all'Italia piacevole. Fondamentale anche la collaborazione con Luigi Carnacina, maître e gastronomo celeberrimo e Aldo Luigi Guazzoni maître e sommelier internazionale. Ne nascono, ad esempio, La cucina italiana e Il Carnacina.
Nel 1989 fonda la seconda Veronelli Editore "col puntuale obiettivo di approfondire la classificazione dell'immenso patrimonio gastronomico nazionale e contribuire ad accrescere la conoscenza delle attrattive turistiche del paese più bello del mondo". La casa editrice ha cessato l'attività a fine 2010. Collabora con Derive\Approdi scrivendo le prefazioni ad alcuni libri di carattere storico, politico e gastronomico.
L'intenso rapporto epistolare sulle pagine di Carta con Pablo Echaurren costituisce un forte stimolo di riflessione sulle questioni legate alla Terra e alla qualità della vita materiale per il movimento contro la globalizzazione. Negli ultimi anni dà vita insieme ad alcuni centri sociali, tra cui La Chimica di Verona e il Leoncavallo di Milano, al movimento Terra e libertà/Critical wine. Sempre di questi anni le battaglie per le Denominazioni Comunali (De.Co.), una salvaguardia dell'origine di un prodotto; per il prezzo-sorgente, cioè l'identificazione del prezzo di un prodotto alimentare all'origine, per rendere evidenti eccessivi ricarichi nei passaggi dal produttore al consumatore; per l'olio extra vergine d'oliva, contro le prepotenze e il monopolio delle multinazionali e le ingiustizie della legislazione per i piccoli olivicoltori.

## Il pensiero politico
Luigi Veronelli, di idee anarchiche, si è anche interessato di questioni filosofiche e politiche, pubblicando anche articoli su A/Rivista Anarchica e saggi.
()
In seguito mise un po' in disparte le questioni politico-filosofiche per concentrarsi su quelle più propriamente enogastronomiche e agricole. In A-Rivista Anarchica si definisce Veronelli l'"anarchenologo" ritenendo che l'attività di Veronelli vada inquadrata in un ambito libertario e contro l'attività delle multinazionali agricole.
Il 24 settembre 2009, gli anarchici della Cellula Veronelli, con l'intento di mostrare l'aspetto più propriamente politico di Luigi Veronelli, hanno organizzato un incontro intitolato "Veronelli politico", a cui hanno preso parte personalità del calibro di Gianni Mura, giornalista di La Repubblica, Andrea Ferrari della Federazione Anarchica Reggiana (promotrice dell'evento biennale, ideato nella sua prima edizione insieme allo stesso Veronelli, Le cucine del popolo) e Marc Tibaldi. Dagli anarchici Veronelli è sempre stato considerato un "compagno"; Umanità Nova, giornale anarchico, in occasione dell'anniversario della sua morte, scrive:
(Angelo Pagliaro, Umanità Nova, n. 3 del 31 gennaio 2010)

## Opere

### I cataloghi Bolaffi
- Catalogo Bolaffi dei vini del mondo, Giulio Bolaffi Editore, 1968
- Catalogo Bolaffi dei vini d’Italia n.2, Giulio Bolaffi Editore, 1972
- Catalogo Bolaffi dei vini del mondo n.2, Giulio Bolaffi Editore, 1973
- Catalogo Bolaffi dei vini d’Italia n.3, Giulio Bolaffi Editore, 1974
- Catalogo Bolaffi delle grappe (con Ugo Zatterin), Giulio Bolaffi Editore, 1978
- Catalogo Bolaffi dei vini bianchi d’Italia, Giulio Bolaffi Editore, 1979
- Catalogo Bolaffi dei vini rossi d’Italia, Giulio Bolaffi Editore, 1979

### Manuali
- I vini d’Italia, Canesi Editore, 1961
- I cocktails, Rizzoli, 1963
- Alla ricerca dei vini sconosciuti, 3 volumi, Panorama, 1970
- I duecento cocktails, Rizzoli, 1980
- Il Veronelli. Enciclopedia mondiale dei vini e delle acqueviti (6 volumi), Rizzoli, 1981
- Catalogo dei vini del mondo, Mondadori, 1982
- Dizionario Veronelli dei termini del vino e degli alcoli, Veronelli Editore, 1992
- Catalogo Veronelli dei vini da favola, Veronelli Editore, 1995
- Nuovissimo repertorio Veronelli dei vini italiani, Veronelli Editore, 1995
- Cocktails, Fabbri (Collana Grandi Manuali), 2000
- Dizionario Veronelli dei termini del vino, Veronelli Editore, 2001 ISBN 9788872500682
- Le parole della terra. Manuale per enodissidenti e gastroribelli (con Pablo Echaurren), Stampa Alternativa, 2003, ISBN 9788862222389
- Bianco, rosso e Veronelli. Manuale per enodissidenti e gastroribelli 2 (con Pablo Echaurren), Stampa Alternativa, 2005

### Guide
- I ristoranti di Veronelli, Rizzoli, 1977, 1978, 1979
- I ristoranti di Veronelli, Giorgio Mondadori, 1980-1989
- I ristoranti di Veronelli, Fortune Italia, 1990
- Le soste di Veronelli, Veronelli Editore, 1994
- Viaggio in Italia per le città del vino, Sperling & Kupfer, 1998, ISBN 978-8820026325
- Le buone cose 1998. Indirizzi di gola, Veronelli Editore, 1998
- Sagre e feste d’Italia. Quasi 700 luoghi alla ricerca dei sapori della nostra terra, Seminario Luigi Veronelli, 2004

### Ricettari
- Alla ricerca dei cibi perduti, Feltrinelli, 1966
- Il Carnacina, Garzanti, 1974
- Vietato vietare. Tredici ricette per vari disgusti, Elèuthera, 1992, ISBN 9788885861220
- La pacciada. Mangiarebere in Pianura padana (con Gianni Brera), Dalai Editore, 1997, ISBN 9788880891666
- L’olio e la vera buona cucina. 350 ricette, 368 produttori, Veronelli Editore, 2002
- Alla ricerca dei cibi perduti. Guida di gusto e di lettere all'arte del saper mangiare, DeriveApprodi, 2004, ISBN 88-88738-23-1

### Trattati

#### Sul vino
- I vini francesi, Veronelli Editore, 1958
- Il vino giusto, Mondadori, 1968 e Rizzoli, 1971
- Bere giusto, Rizzoli, 1974
- Repertorio Veronelli dei vini italiani, Veronelli Editore, 1990
- Sorella acqua, Veronelli Editore, 1994
- Indigenous wines in Friuli Venezia Giulia. Ed. multilingue (con Gianni Salvaterra), Charta, 2003

#### Sulla cucina
- Il libro delle salse, Mondadori, 1974
- Il Cucinario. I cento menu di Luigi Veronelli, Fabbri, 1977
- I cento menù, Fabbri, 1981

### Monografie e cataloghi Veronelli
- I vignaioli storici, vol. 1/2/3/4, Mediolanum, 1989
- Catalogo Veronelli delle etichette. Vini, Veronelli Editore, 1990
- Catalogo Veronelli delle etichette. Grappe, acqueviti, alcoli, Veronelli Editore, 1991
- Catalogo Veronelli delle etichette. Olio extravergine di oliva, Veronelli Editore
- Catalogo Veronelli delle etichette. Romano Levi, Veronelli Editore, 1998

## Editore

### Pubblicazioni a cura di Luigi Veronelli
- Viaggio in Sicilia, Edmondo De Amicis, Luigi Veronelli
- Il viaggio di un ignorante, Giovanni Rajberti
- I vini del ‘500, Sante Lancerio
- I luoghi di amore, Lelio Niurogne
- Bacco in Toscana, Ugo Centurioni, Francesco Redi
- Il buco nel muro, Francesco Guerrazzi
- Dizionario dei proverbi italiani, Gino Capponi, Giuseppe Giusti, 1994
- Il pozzo di S.Chiara, France Anatole, 1994
- Osteria, Hans Barth, 1994
- Lettere dall’Italia, François-René de Chateaubriand, 1994
- Manoscritto di un prigioniero, Carlo Bini, 1995
- Viaggio sentimentale di Yorick, Laurence Sterne, 1995
- Tonino Guerra, Rita Giannini, ISBN 9788872500873
- Salute e grande cucina, Mauro Febbrari, 1998
- L’abbé Alexandre Bougeat, Lorena Isabellon, 2002 ISBN 88-7250-056-7
- Terra, cultura, cucina del Gargano, Gegè Mangano, 2003, ISBN 88-7250-117-2
- Pina Amarelli. Il fascino discreto della liquirizia, Manuela Piancastelli, 2004 ISBN 88-7250-124-5
- Ave Ninchi, Marina Ninchi, 2004 ISBN 88-7250-110-5
- Franco Biondi Santi. Il gentleman del Brunello, Kerin O'Keefe, 2004, ISBN 8872501229

### Le guide oro
- I ristoranti di Veronelli, AA.VV., (periodico annuale) 1983-2004
- I vini di Veronelli, AA.VV., (periodico annuale) 1991-2004
- Gli alberghi di Veronelli, AA.VV., 2000-2004
- Gli oli di Veronelli, 2001

### Altre guide
- I ristoranti di Veronelli. USA, AA.VV.,1991
- Le soste. Gli alberghi di Veronelli, AA.VV., 1991-1999
- Le pizzerie d’Italia, Beppe Francese
- Messina e provincia, con G. Arturo Rota (Guide Veronelli all’Italia piacevole) ISBN 9788872500255
- Guide Veronelli all’Italia Piacevole, AA.VV. 1966-1980

## Periodici
- Il gastronomo (fondatore), 1956
- Il pensiero (fondatore), 1956
- I problemi del socialismo (fondatore), 1956
- L’etichetta (fondatore e direttore dal 1983 al 1991)[12]
- Ex Vinis (poi Veronelli EV, fondatore e direttore), 1989[13]

## Televisione
- Colazione allo studio 7/ A tavola alle 7, conduttore con Ave Ninchi dal 1971 al 1977 (su Rai Uno e, successivamente, Rai Due. Il programma è considerato il primo progenitore di tutti i programmi televisivi di cucina).[14]
- Viaggio sentimentale nell’Italia dei vini, conduttore, 1979, 1980 (2 stagioni), Rai Tre.
- La meridiana, conduttore, 1982, Rai.
- Il bel mangiare, conduttore, 1986, Rai.

## Premi e riconoscimenti
Nel 2003 la città di Milano gli attribuisce l'Ambrogino d'oro.